# VM i landevejscykling 2023 – Linjeløb (herrer)
Herrernes linjeløb ved VM i landevejscykling 2023 var den 90. udgave af mesterskabet. Det 271,1 km lange linjeløb med en samlet stigning på 3.570 m blev afholdt søndag den 6. august 2023 med start i Edinburgh og mål i Glasgow. Utraditionelt var løbet ikke mesterskabernes sidste konkurrence, men blev afholdt på andendagen.
Løbet blev vundet af hollandske Mathieu van der Poel.

## Hold og ryttere
| Landshold (57)- Belgien - Danmark - Frankrig - Storbritannien - Spanien - Slovenien - Holland - Italien - Australien - Colombia - USA - Schweiz - Norge - Portugal - Tyskland - Østrig - Irland - Canada - Eritrea - New Zealand - Kasakhstan - Letland - Ecuador - Tjekkiet - Polen - Marokko - Ungarn - Sydafrika - Algeriet - Slovakiet - Japan - Luxembourg - Mongoliet - Israel - Argentina - Grækenland - Ukraine - Uruguay - Venezuela - Rwanda - Kina - Mauritius - Sverige - Chile - Brasilien - Usbekistan - Cypern - Britiske Jomfruøer - Uganda - Saint Vincent og Grenadinerne - Monaco - Guyana - Malta - Kap Verde - Anguilla - Vatikanstaten - Panama |
| |

### Danske ryttere
- Mads Pedersen
- Magnus Cort
- Mikkel Honoré
- Mikkel Bjerg
- Michael Mørkøv
- Mattias Skjelmose
- Kasper Asgreen
- Søren Kragh Andersen

## Resultater
| \| Samlede stilling \| Samlede stilling \| Samlede stilling \| Samlede stilling \| Samlede stilling \| \| Rytter \| Rytter \| Hold \| Tid \| \| \| ---------------- \| -------------------- \| ---------------- \| ---------------- \| ---------------- \| \| 1. \| Mathieu van der Poel \| Holland \| 6t 07' 27" \| \| \| 2. \| Wout van Aert \| Belgien \| + 1' 37" \| \| \| 3. \| Tadej Pogačar \| Slovenien \| + 1' 45" \| \| \| 4. \| Mads Pedersen \| Danmark \| + 1' 45" \| \| \| 5. \| Stefan Küng \| Schweiz \| + 3' 48" \| \| \| 6. \| Jasper Stuyven \| Belgien \| + 3' 48" \| \| \| 7. \| Matthew Dinham \| Australien \| + 3' 48" \| \| \| 8. \| Toms Skujiņš \| Letland \| + 3' 48" \| \| \| 9. \| Tiesj Benoot \| Belgien \| + 3' 48" \| \| \| 10. \| Alberto Bettiol \| Italien \| + 4' 03" \| \| \| 11. \| Neilson Powless \| USA \| + 4' 20" \| \| \| 12. \| Dylan van Baarle \| Holland \| + 4' 24" \| \| \| 13. \| Mauro Schmid \| Schweiz \| + 5' 50" \| \| \| 14. \| Mattias Skjelmose \| Danmark \| + 6' 22" \| \| \| 15. \| Valentin Madouas \| Frankrig \| + 7' 53" \| \| \| 16. \| John Degenkolb \| Tyskland \| + 8' 30" \| \| \| 17. \| Rasmus Tiller \| Norge \| + 8' 30" \| \| \| 18. \| Owain Doull \| Storbritannien \| + 8' 30" \| \| \| 19. \| Alex Aranburu \| Spanien \| + 8' 30" \| \| \| 20. \| Kevin Vermaerke \| USA \| + 8' 30" \| \| \| 21. \| Simon Clarke \| Australien \| + 8' 30" \| \| \| 22. \| Patrick Gamper \| Østrig \| + 8' 30" \| \| \| 23. \| Krists Neilands \| Letland \| + 8' 55" \| \| \| 24. \| Petr Kelemen \| Tjekkiet \| + 10' 01" \| \| \| 25. \| Remco Evenepoel \| Belgien \| + 10' 10" \| \| |                      |                |            |
| |                      |                |            |
| Kilde: ProCyclingStats |                      |                |            |
| Samlede stilling |                      |                |            |
| Rytter | Rytter               | Hold           | Tid        |
| 1. | Mathieu van der Poel | Holland        | 6t 07' 27" |
| 2. | Wout van Aert        | Belgien        | + 1' 37"   |
| 3. | Tadej Pogačar        | Slovenien      | + 1' 45"   |
| 4. | Mads Pedersen        | Danmark        | + 1' 45"   |
| 5. | Stefan Küng          | Schweiz        | + 3' 48"   |
| 6. | Jasper Stuyven       | Belgien        | + 3' 48"   |
| 7. | Matthew Dinham       | Australien     | + 3' 48"   |
| 8. | Toms Skujiņš         | Letland        | + 3' 48"   |
| 9. | Tiesj Benoot         | Belgien        | + 3' 48"   |
| 10. | Alberto Bettiol      | Italien        | + 4' 03"   |
| 11. | Neilson Powless      | USA            | + 4' 20"   |
| 12. | Dylan van Baarle     | Holland        | + 4' 24"   |
| 13. | Mauro Schmid         | Schweiz        | + 5' 50"   |
| 14. | Mattias Skjelmose    | Danmark        | + 6' 22"   |
| 15. | Valentin Madouas     | Frankrig       | + 7' 53"   |
| 16. | John Degenkolb       | Tyskland       | + 8' 30"   |
| 17. | Rasmus Tiller        | Norge          | + 8' 30"   |
| 18. | Owain Doull          | Storbritannien | + 8' 30"   |
| 19. | Alex Aranburu        | Spanien        | + 8' 30"   |
| 20. | Kevin Vermaerke      | USA            | + 8' 30"   |
| 21. | Simon Clarke         | Australien     | + 8' 30"   |
| 22. | Patrick Gamper       | Østrig         | + 8' 30"   |
| 23. | Krists Neilands      | Letland        | + 8' 55"   |
| 24. | Petr Kelemen         | Tjekkiet       | + 10' 01"  |
| 25. | Remco Evenepoel      | Belgien        | + 10' 10"  |

## Startliste
| Belgien BEL | Belgien BEL          | Belgien BEL |
| ----------- | -------------------- | ----------- |
| Nr.         | Rytter               | Placering   |
| 1           | Remco Evenepoel      | 25.         |
| 2           | Frederik Frison      | DNF         |
| 3           | Jasper Philipsen     | DNF         |
| 4           | Jasper Stuyven       | 6.          |
| 5           | Nathan Van Hooydonck | DNF         |
| 6           | Tiesj Benoot         | 9.          |
| 7           | Victor Campenaerts   | DNF         |
| 8           | Wout van Aert        | 2.          |
| 9           | Yves Lampaert        | 44.         |

| Danmark DEN | Danmark DEN          | Danmark DEN |
| ----------- | -------------------- | ----------- |
| Nr.         | Rytter               | Placering   |
| 10          | Kasper Asgreen       | DNF         |
| 11          | Mads Pedersen        | 4.          |
| 12          | Magnus Cort          | DNF         |
| 13          | Mattias Skjelmose    | 14.         |
| 14          | Michael Mørkøv       | DNF         |
| 15          | Mikkel Bjerg         | DNF         |
| 16          | Mikkel Honoré        | DNF         |
| 17          | Søren Kragh Andersen | DNF         |

| Frankrig FRA | Frankrig FRA       | Frankrig FRA |
| ------------ | ------------------ | ------------ |
| Nr.          | Rytter             | Placering    |
| 18           | Benoît Cosnefroy   | 47.          |
| 19           | Bryan Coquard      | DNF          |
| 20           | Christophe Laporte | DNF          |
| 21           | Florian Sénéchal   | DNF          |
| 22           | Julian Alaphilippe | DNF          |
| 23           | Olivier Le Gac     | DNF          |
| 24           | Rémi Cavagna       | DNF          |
| 25           | Valentin Madouas   | 15.          |

| Storbritannien GBR | Storbritannien GBR | Storbritannien GBR |
| ------------------ | ------------------ | ------------------ |
| Nr.                | Rytter             | Placering          |
| 26                 | Ben Swift          | DNF                |
| 27                 | Ben Turner         | DNF                |
| 28                 | Connor Swift       | 26.                |
| 29                 | Fred Wright        | DNF                |
| 30                 | Jake Stewart       | DNF                |
| 31                 | Luke Rowe          | DNF                |
| 32                 | Owain Doull        | 18.                |
| 33                 | Samuel Watson      | DNF                |

| Spanien ESP | Spanien ESP         | Spanien ESP |
| ----------- | ------------------- | ----------- |
| Nr.         | Rytter              | Placering   |
| 34          | Alex Aranburu       | 19.         |
| 35          | Gonzalo Serrano     | DNF         |
| 36          | Jon Izagirre        | DNF         |
| 37          | Iván García Cortina | 30.         |
| 38          | Jesús Ezquerra      | DNF         |
| 39          | Jesús Herrada       | DNF         |
| 40          | Roger Adrià         | DNF         |
| 41          | Xabier Azparren     | DNF         |

| Slovenien SLO | Slovenien SLO  | Slovenien SLO |
| ------------- | -------------- | ------------- |
| Nr.           | Rytter         | Placering     |
| 42            | Anže Skok      | DNF           |
| 43            | Domen Novak    | DNF           |
| 44            | Jaka Primožič  | DNF           |
| 45            | Kristjan Koren | DNF           |
| 46            | Luka Mezgec    | DNF           |
| 47            | Matevž Govekar | 33.           |
| 48            | Tadej Pogačar  | 3.            |
| 49            | Tilen Finkšt   | DNF           |

| Holland NED | Holland NED          | Holland NED |
| ----------- | -------------------- | ----------- |
| Nr.         | Rytter               | Placering   |
| 50          | Daan Hoole           | DNF         |
| 51          | Dylan van Baarle     | 12.         |
| 52          | Jan Maas             | DNF         |
| 53          | Mathieu van der Poel | 1.          |
| 54          | Mick van Dijke       | DNF         |
| 55          | Olav Kooij           | 45.         |
| 56          | Oscar Riesebeek      | DNF         |
| 57          | Pascal Eenkhoorn     | DNF         |

| Italien ITA | Italien ITA       | Italien ITA |
| ----------- | ----------------- | ----------- |
| Nr.         | Rytter            | Placering   |
| 58          | Alberto Bettiol   | 10.         |
| 59          | Andrea Bagioli    | 39.         |
| 60          | Daniel Oss        | DNF         |
| 61          | Filippo Baroncini | DNF         |
| 62          | Kristian Sbaragli | 34.         |
| 63          | Lorenzo Rota      | 28.         |
| 64          | Matteo Trentin    | DNF         |
| 65          | Simone Velasco    | 27.         |

| Australien AUS | Australien AUS      | Australien AUS |
| -------------- | ------------------- | -------------- |
| Nr.            | Rytter              | Placering      |
| 66             | Alexander Edmondson | DNF            |
| 67             | Harry Sweeny        | DNF            |
| 68             | Kaden Groves        | DNF            |
| 69             | Luke Plapp          | DNF            |
| 70             | Luke Durbridge      | DNF            |
| 71             | Matthew Dinham      | 7.             |
| 72             | Michael Matthews    | DNF            |
| 73             | Simon Clarke        | 21.            |

| Colombia COL | Colombia COL      | Colombia COL |
| ------------ | ----------------- | ------------ |
| Nr.          | Rytter            | Placering    |
| 74           | Fernando Gaviria  | DNF          |
| 75           | Harold Tejada     | DNF          |
| 76           | Jesús David Peña  | DNF          |
| 77           | Sebastián Molano  | DNF          |
| 78           | Rigoberto Urán    | DNF          |
| 79           | Santiago Buitrago | DNF          |
| 80           | Walter Vargas     | DNF          |

| USA USA | USA USA         | USA USA   |
| ------- | --------------- | --------- |
| Nr.     | Rytter          | Placering |
| 81      | Lawson Craddock | DNF       |
| 82      | Kevin Vermaerke | 20.       |
| 83      | Larry Warbasse  | DNF       |
| 84      | Neilson Powless | 11.       |
| 85      | Sean Quinn      | DNF       |
| 86      | Will Barta      | DNF       |

| Schweiz SUI | Schweiz SUI      | Schweiz SUI |
| ----------- | ---------------- | ----------- |
| Nr.         | Rytter           | Placering   |
| 87          | Fabian Lienhard  | DNF         |
| 88          | Marc Hirschi     | DNF         |
| 89          | Mauro Schmid     | 13.         |
| 90          | Silvan Dillier   | 43.         |
| 91          | Stefan Bissegger | DNF         |
| 92          | Stefan Küng      | 5.          |

| Norge NOR | Norge NOR                  | Norge NOR |
| --------- | -------------------------- | --------- |
| Nr.       | Rytter                     | Placering |
| 93        | Alexander Kristoff         | DNF       |
| 94        | Andreas Leknessund         | 50.       |
| 95        | Edvald Boasson Hagen       | DNF       |
| 96        | Jonas Abrahamsen           | DNF       |
| 97        | Rasmus Tiller              | 17.       |
| 98        | Tobias Halland Johannessen | 51.       |

| Portugal POR | Portugal POR    | Portugal POR |
| ------------ | --------------- | ------------ |
| Nr.          | Rytter          | Placering    |
| 99           | André Carvalho  | DNF          |
| 100          | João Almeida    | DNF          |
| 101          | Nelson Oliveira | 46.          |
| 102          | Ruben Guerreiro | DNF          |

| Tyskland GER | Tyskland GER   | Tyskland GER |
| ------------ | -------------- | ------------ |
| Nr.          | Rytter         | Placering    |
| 103          | Jannik Steimle | DNF          |
| 104          | John Degenkolb | 16.          |
| 105          | Jonas Rutsch   | 41.          |
| 106          | Michel Heßmann | DNF          |
| 107          | Nico Denz      | DNF          |
| 108          | Nils Politt    | DNF          |

| Østrig AUT | Østrig AUT            | Østrig AUT |
| ---------- | --------------------- | ---------- |
| Nr.        | Rytter                | Placering  |
| 109        | Lukas Pöstlberger     | DNF        |
| 110        | Marco Haller          | 31.        |
| 111        | Michael Gogl          | 35.        |
| 112        | Patrick Gamper        | 22.        |
| 113        | Rainer Kepplinger     | DNF        |
| 114        | Sebastian Schönberger | 38.        |

| Irland IRL | Irland IRL      | Irland IRL |
| ---------- | --------------- | ---------- |
| Nr.        | Rytter          | Placering  |
| 115        | Ben Healy       | DNF        |
| 116        | Cormac McGeough | DNF        |
| 117        | Dillon Corkery  | DNF        |
| 118        | Rory Townsend   | DNF        |
| 119        | Ryan Mullen     | DNF        |
| 120        | Sam Bennett     | DNF        |

| Canada CAN | Canada CAN               | Canada CAN |
| ---------- | ------------------------ | ---------- |
| Nr.        | Rytter                   | Placering  |
| 121        | Benjamin Perry           | DNF        |
| 122        | Charles-Étienne Chrétien | DNF        |
| 123        | Derek Gee                | DNF        |
| 124        | Guillaume Boivin         | 36.        |
| 125        | Hugo Houle               | DNF        |
| 126        | Nickolas Zukowsky        | 40.        |

| Eritrea ERI | Eritrea ERI     | Eritrea ERI |
| ----------- | --------------- | ----------- |
| Nr.         | Rytter          | Placering   |
| 127         | Dawit Yemane    | DNF         |
| 128         | Henok Mulubrhan | DNF         |
| 129         | Natnael Berhane | DNF         |

| New Zealand NZL | New Zealand NZL  | New Zealand NZL |
| --------------- | ---------------- | --------------- |
| Nr.             | Rytter           | Placering       |
| 130             | Corbin Strong    | DNF             |
| 131             | George Bennett   | DNF             |
| 132             | James Oram       | DNF             |
| 133             | Laurence Pithie  | DNF             |
| 134             | Ryan Christensen | 48.             |

| Kasakhstan KAZ | Kasakhstan KAZ   | Kasakhstan KAZ |
| -------------- | ---------------- | -------------- |
| Nr.            | Rytter           | Placering      |
| 135            | Aleksej Lutsenko | 49.            |
| 136            | Dmitrij Gruzdev  | DNF            |
| 137            | Gleb Brussenskij | DNF            |
| 138            | Igor Tjzhan      | DNF            |
| 139            | Jevgenij Fedorov | DNS            |

| Letland LAT | Letland LAT     | Letland LAT |
| ----------- | --------------- | ----------- |
| Nr.         | Rytter          | Placering   |
| 140         | Emīls Liepiņš   | 29.         |
| 141         | Krists Neilands | 23.         |
| 142         | Mārtiņš Pluto   | DNF         |
| 143         | Toms Skujiņš    | 8.          |

| Ecuador ECU | Ecuador ECU              | Ecuador ECU |
| ----------- | ------------------------ | ----------- |
| Nr.         | Rytter                   | Placering   |
| 144         | Jefferson Alveiro Cepeda | DNF         |
| 145         | Jhonatan Narváez         | DNF         |
| 146         | Jonathan Caicedo         | DNF         |

| Tjekkiet CZE | Tjekkiet CZE  | Tjekkiet CZE |
| ------------ | ------------- | ------------ |
| Nr.          | Rytter        | Placering    |
| 147          | Adam Ťoupalík | 42.          |
| 148          | Mathias Vacek | DNF          |
| 149          | Michael Boroš | 37.          |
| 150          | Petr Kelemen  | 24.          |

| Polen POL | Polen POL          | Polen POL |
| --------- | ------------------ | --------- |
| Nr.       | Rytter             | Placering |
| 151       | Michał Kwiatkowski | DNF       |

| Marokko MAR | Marokko MAR         | Marokko MAR |
| ----------- | ------------------- | ----------- |
| Nr.         | Rytter              | Placering   |
| 152         | Adil El Arbaoui     | DNF         |
| 153         | El Houcaine Sabbahi | DNF         |
| 154         | Mohcine El Kouraji  | DNF         |
| 155         | Omar El Gouzi       | DNF         |

| Ungarn HUN | Ungarn HUN  | Ungarn HUN |
| ---------- | ----------- | ---------- |
| Nr.        | Rytter      | Placering  |
| 156        | Márton Dina | DNF        |

| Sydafrika RSA | Sydafrika RSA     | Sydafrika RSA |
| ------------- | ----------------- | ------------- |
| Nr.           | Rytter            | Placering     |
| 157           | Callum Ormiston   | DNF           |
| 158           | Daryl Impey       | DNF           |
| 159           | Morne van Niekerk | DNF           |
| 160           | Ryan Gibbons      | DNF           |

| Algeriet ALG | Algeriet ALG    | Algeriet ALG |
| ------------ | --------------- | ------------ |
| Nr.          | Rytter          | Placering    |
| 161          | Yacine Hamza    |              |
| 162          | Youcef Reguigui |              |

| Slovakiet SVK | Slovakiet SVK | Slovakiet SVK |
| ------------- | ------------- | ------------- |
| Nr.           | Rytter        | Placering     |
| 163           | Matúš Štoček  | DNF           |
| 164           | Peter Sagan   | DNF           |

| Japan JPN | Japan JPN       | Japan JPN |
| --------- | --------------- | --------- |
| Nr.       | Rytter          | Placering |
| 165       | Yukiya Arashiro | DNF       |

| Luxembourg LUX | Luxembourg LUX | Luxembourg LUX |
| -------------- | -------------- | -------------- |
| Nr.            | Rytter         | Placering      |
| 166            | Alex Kirsch    | DNF            |
| 167            | Cédric Pries   | DNF            |
| 168            | Kevin Geniets  | DNF            |
| 169            | Tom Wirtgen    | DNF            |

| Mongoliet MGL | Mongoliet MGL         | Mongoliet MGL |
| ------------- | --------------------- | ------------- |
| Nr.           | Rytter                | Placering     |
| 170           | Jambaljamts Sainbayar | DNF           |

| Israel ISR | Israel ISR     | Israel ISR |
| ---------- | -------------- | ---------- |
| Nr.        | Rytter         | Placering  |
| 171        | Itamar Einhorn | DNF        |

| Argentina ARG | Argentina ARG | Argentina ARG |
| ------------- | ------------- | ------------- |
| Nr.           | Rytter        | Placering     |
| 172           | Germán Tivani | DNF           |

| Grækenland GRE | Grækenland GRE   | Grækenland GRE |
| -------------- | ---------------- | -------------- |
| Nr.            | Rytter           | Placering      |
| 173            | Geórgios Boúglas | DNF            |

| Ukraine UKR | Ukraine UKR     | Ukraine UKR |
| ----------- | --------------- | ----------- |
| Nr.         | Rytter          | Placering   |
| 174         | Anatolij Budjak | DNF         |

| Uruguay URU | Uruguay URU   | Uruguay URU |
| ----------- | ------------- | ----------- |
| Nr.         | Rytter        | Placering   |
| 175         | Eric Fagúndez | DNF         |

| Venezuela VEN | Venezuela VEN | Venezuela VEN |
| ------------- | ------------- | ------------- |
| Nr.           | Rytter        | Placering     |
| 176           | José Alarcón  | DNF           |

| Rwanda RWA | Rwanda RWA      | Rwanda RWA |
| ---------- | --------------- | ---------- |
| Nr.        | Rytter          | Placering  |
| 177        | Eric Manizabayo | DNF        |

| Costa Rica CRC | Costa Rica CRC | Costa Rica CRC |
| -------------- | -------------- | -------------- |
| Nr.            | Rytter         | Placering      |
| 178            | Jason Huertas  | DNF            |

| Kina CHN | Kina CHN | Kina CHN  |
| -------- | -------- | --------- |
| Nr.      | Rytter   | Placering |
| 179      | Su Haoyu | DNF       |

| Mauritius MRI | Mauritius MRI      | Mauritius MRI |
| ------------- | ------------------ | ------------- |
| Nr.           | Rytter             | Placering     |
| 180           | Christopher Lagane | DNF           |

| Sverige SWE | Sverige SWE    | Sverige SWE |
| ----------- | -------------- | ----------- |
| Nr.         | Rytter         | Placering   |
| 181         | Lucas Eriksson | DNF         |

| Chile CHI | Chile CHI   | Chile CHI |
| --------- | ----------- | --------- |
| Nr.       | Rytter      | Placering |
| 182       | Manuel Lira | DNF       |

| Brasilien BRA | Brasilien BRA   | Brasilien BRA |
| ------------- | --------------- | ------------- |
| Nr.           | Rytter          | Placering     |
| 183           | Nícolas Sessler | DNF           |

| Usbekistan UZB | Usbekistan UZB      | Usbekistan UZB |
| -------------- | ------------------- | -------------- |
| Nr.            | Rytter              | Placering      |
| 184            | Muradjan Halmuratov | DNF            |

| Cypern CYP | Cypern CYP        | Cypern CYP |
| ---------- | ----------------- | ---------- |
| Nr.        | Rytter            | Placering  |
| 185        | Andreas Miltiadis | DNF        |

| Britiske Jomfruøer IVB | Britiske Jomfruøer IVB | Britiske Jomfruøer IVB |
| ---------------------- | ---------------------- | ---------------------- |
| Nr.                    | Rytter                 | Placering              |
| 186                    | Darel Christopher Jr.  | DNF                    |

| Uganda UGA | Uganda UGA     | Uganda UGA |
| ---------- | -------------- | ---------- |
| Nr.        | Rytter         | Placering  |
| 187        | Charles Kagimu | DNF        |

| Saint Vincent og Grenadinerne VIN | Saint Vincent og Grenadinerne VIN | Saint Vincent og Grenadinerne VIN |
| --------------------------------- | --------------------------------- | --------------------------------- |
| Nr.                               | Rytter                            | Placering                         |
| 188                               | Cammie Adams                      | DNF                               |

| Monaco MON | Monaco MON         | Monaco MON |
| ---------- | ------------------ | ---------- |
| Nr.        | Rytter             | Placering  |
| 189        | Victor Langellotti | DNF        |

| Guyana GUY | Guyana GUY  | Guyana GUY |
| ---------- | ----------- | ---------- |
| Nr.        | Rytter      | Placering  |
| 190        | Briton John | DNF        |

| Malta MLT | Malta MLT       | Malta MLT |
| --------- | --------------- | --------- |
| Nr.       | Rytter          | Placering |
| 191       | Aidan Buttigieg | DNF       |

| Kap Verde CPV | Kap Verde CPV  | Kap Verde CPV |
| ------------- | -------------- | ------------- |
| Nr.           | Rytter         | Placering     |
| 192           | Eliezer Soares | DNF           |

| Anguilla AIA | Anguilla AIA  | Anguilla AIA |
| ------------ | ------------- | ------------ |
| Nr.          | Rytter        | Placering    |
| 193          | Hasani Hennis | DNF          |

| Vatikanstaten VAT | Vatikanstaten VAT | Vatikanstaten VAT |
| ----------------- | ----------------- | ----------------- |
| Nr.               | Rytter            | Placering         |
| 194               | Rien Schuurhuis   | DNF               |

| Panama PAN | Panama PAN     | Panama PAN |
| ---------- | -------------- | ---------- |
| Nr.        | Rytter         | Placering  |
| 195        | Carlos Samudio | DNF        |

| Belgien BEL | Belgien BEL          | Belgien BEL |
| ----------- | -------------------- | ----------- |
| Nr.         | Rytter               | Placering   |
| 1           | Remco Evenepoel      | 25.         |
| 2           | Frederik Frison      | DNF         |
| 3           | Jasper Philipsen     | DNF         |
| 4           | Jasper Stuyven       | 6.          |
| 5           | Nathan Van Hooydonck | DNF         |
| 6           | Tiesj Benoot         | 9.          |
| 7           | Victor Campenaerts   | DNF         |
| 8           | Wout van Aert        | 2.          |
| 9           | Yves Lampaert        | 44.         |

| Danmark DEN | Danmark DEN          | Danmark DEN |
| ----------- | -------------------- | ----------- |
| Nr.         | Rytter               | Placering   |
| 10          | Kasper Asgreen       | DNF         |
| 11          | Mads Pedersen        | 4.          |
| 12          | Magnus Cort          | DNF         |
| 13          | Mattias Skjelmose    | 14.         |
| 14          | Michael Mørkøv       | DNF         |
| 15          | Mikkel Bjerg         | DNF         |
| 16          | Mikkel Honoré        | DNF         |
| 17          | Søren Kragh Andersen | DNF         |

| Frankrig FRA | Frankrig FRA       | Frankrig FRA |
| ------------ | ------------------ | ------------ |
| Nr.          | Rytter             | Placering    |
| 18           | Benoît Cosnefroy   | 47.          |
| 19           | Bryan Coquard      | DNF          |
| 20           | Christophe Laporte | DNF          |
| 21           | Florian Sénéchal   | DNF          |
| 22           | Julian Alaphilippe | DNF          |
| 23           | Olivier Le Gac     | DNF          |
| 24           | Rémi Cavagna       | DNF          |
| 25           | Valentin Madouas   | 15.          |

| Storbritannien GBR | Storbritannien GBR | Storbritannien GBR |
| ------------------ | ------------------ | ------------------ |
| Nr.                | Rytter             | Placering          |
| 26                 | Ben Swift          | DNF                |
| 27                 | Ben Turner         | DNF                |
| 28                 | Connor Swift       | 26.                |
| 29                 | Fred Wright        | DNF                |
| 30                 | Jake Stewart       | DNF                |
| 31                 | Luke Rowe          | DNF                |
| 32                 | Owain Doull        | 18.                |
| 33                 | Samuel Watson      | DNF                |

| Spanien ESP | Spanien ESP         | Spanien ESP |
| ----------- | ------------------- | ----------- |
| Nr.         | Rytter              | Placering   |
| 34          | Alex Aranburu       | 19.         |
| 35          | Gonzalo Serrano     | DNF         |
| 36          | Jon Izagirre        | DNF         |
| 37          | Iván García Cortina | 30.         |
| 38          | Jesús Ezquerra      | DNF         |
| 39          | Jesús Herrada       | DNF         |
| 40          | Roger Adrià         | DNF         |
| 41          | Xabier Azparren     | DNF         |

| Slovenien SLO | Slovenien SLO  | Slovenien SLO |
| ------------- | -------------- | ------------- |
| Nr.           | Rytter         | Placering     |
| 42            | Anže Skok      | DNF           |
| 43            | Domen Novak    | DNF           |
| 44            | Jaka Primožič  | DNF           |
| 45            | Kristjan Koren | DNF           |
| 46            | Luka Mezgec    | DNF           |
| 47            | Matevž Govekar | 33.           |
| 48            | Tadej Pogačar  | 3.            |
| 49            | Tilen Finkšt   | DNF           |

| Holland NED | Holland NED          | Holland NED |
| ----------- | -------------------- | ----------- |
| Nr.         | Rytter               | Placering   |
| 50          | Daan Hoole           | DNF         |
| 51          | Dylan van Baarle     | 12.         |
| 52          | Jan Maas             | DNF         |
| 53          | Mathieu van der Poel | 1.          |
| 54          | Mick van Dijke       | DNF         |
| 55          | Olav Kooij           | 45.         |
| 56          | Oscar Riesebeek      | DNF         |
| 57          | Pascal Eenkhoorn     | DNF         |

| Italien ITA | Italien ITA       | Italien ITA |
| ----------- | ----------------- | ----------- |
| Nr.         | Rytter            | Placering   |
| 58          | Alberto Bettiol   | 10.         |
| 59          | Andrea Bagioli    | 39.         |
| 60          | Daniel Oss        | DNF         |
| 61          | Filippo Baroncini | DNF         |
| 62          | Kristian Sbaragli | 34.         |
| 63          | Lorenzo Rota      | 28.         |
| 64          | Matteo Trentin    | DNF         |
| 65          | Simone Velasco    | 27.         |

| Australien AUS | Australien AUS      | Australien AUS |
| -------------- | ------------------- | -------------- |
| Nr.            | Rytter              | Placering      |
| 66             | Alexander Edmondson | DNF            |
| 67             | Harry Sweeny        | DNF            |
| 68             | Kaden Groves        | DNF            |
| 69             | Luke Plapp          | DNF            |
| 70             | Luke Durbridge      | DNF            |
| 71             | Matthew Dinham      | 7.             |
| 72             | Michael Matthews    | DNF            |
| 73             | Simon Clarke        | 21.            |

| Colombia COL | Colombia COL      | Colombia COL |
| ------------ | ----------------- | ------------ |
| Nr.          | Rytter            | Placering    |
| 74           | Fernando Gaviria  | DNF          |
| 75           | Harold Tejada     | DNF          |
| 76           | Jesús David Peña  | DNF          |
| 77           | Sebastián Molano  | DNF          |
| 78           | Rigoberto Urán    | DNF          |
| 79           | Santiago Buitrago | DNF          |
| 80           | Walter Vargas     | DNF          |

| USA USA | USA USA         | USA USA   |
| ------- | --------------- | --------- |
| Nr.     | Rytter          | Placering |
| 81      | Lawson Craddock | DNF       |
| 82      | Kevin Vermaerke | 20.       |
| 83      | Larry Warbasse  | DNF       |
| 84      | Neilson Powless | 11.       |
| 85      | Sean Quinn      | DNF       |
| 86      | Will Barta      | DNF       |

| Schweiz SUI | Schweiz SUI      | Schweiz SUI |
| ----------- | ---------------- | ----------- |
| Nr.         | Rytter           | Placering   |
| 87          | Fabian Lienhard  | DNF         |
| 88          | Marc Hirschi     | DNF         |
| 89          | Mauro Schmid     | 13.         |
| 90          | Silvan Dillier   | 43.         |
| 91          | Stefan Bissegger | DNF         |
| 92          | Stefan Küng      | 5.          |

| Norge NOR | Norge NOR                  | Norge NOR |
| --------- | -------------------------- | --------- |
| Nr.       | Rytter                     | Placering |
| 93        | Alexander Kristoff         | DNF       |
| 94        | Andreas Leknessund         | 50.       |
| 95        | Edvald Boasson Hagen       | DNF       |
| 96        | Jonas Abrahamsen           | DNF       |
| 97        | Rasmus Tiller              | 17.       |
| 98        | Tobias Halland Johannessen | 51.       |

| Portugal POR | Portugal POR    | Portugal POR |
| ------------ | --------------- | ------------ |
| Nr.          | Rytter          | Placering    |
| 99           | André Carvalho  | DNF          |
| 100          | João Almeida    | DNF          |
| 101          | Nelson Oliveira | 46.          |
| 102          | Ruben Guerreiro | DNF          |

| Tyskland GER | Tyskland GER   | Tyskland GER |
| ------------ | -------------- | ------------ |
| Nr.          | Rytter         | Placering    |
| 103          | Jannik Steimle | DNF          |
| 104          | John Degenkolb | 16.          |
| 105          | Jonas Rutsch   | 41.          |
| 106          | Michel Heßmann | DNF          |
| 107          | Nico Denz      | DNF          |
| 108          | Nils Politt    | DNF          |

| Østrig AUT | Østrig AUT            | Østrig AUT |
| ---------- | --------------------- | ---------- |
| Nr.        | Rytter                | Placering  |
| 109        | Lukas Pöstlberger     | DNF        |
| 110        | Marco Haller          | 31.        |
| 111        | Michael Gogl          | 35.        |
| 112        | Patrick Gamper        | 22.        |
| 113        | Rainer Kepplinger     | DNF        |
| 114        | Sebastian Schönberger | 38.        |

| Irland IRL | Irland IRL      | Irland IRL |
| ---------- | --------------- | ---------- |
| Nr.        | Rytter          | Placering  |
| 115        | Ben Healy       | DNF        |
| 116        | Cormac McGeough | DNF        |
| 117        | Dillon Corkery  | DNF        |
| 118        | Rory Townsend   | DNF        |
| 119        | Ryan Mullen     | DNF        |
| 120        | Sam Bennett     | DNF        |

| Canada CAN | Canada CAN               | Canada CAN |
| ---------- | ------------------------ | ---------- |
| Nr.        | Rytter                   | Placering  |
| 121        | Benjamin Perry           | DNF        |
| 122        | Charles-Étienne Chrétien | DNF        |
| 123        | Derek Gee                | DNF        |
| 124        | Guillaume Boivin         | 36.        |
| 125        | Hugo Houle               | DNF        |
| 126        | Nickolas Zukowsky        | 40.        |

| Eritrea ERI | Eritrea ERI     | Eritrea ERI |
| ----------- | --------------- | ----------- |
| Nr.         | Rytter          | Placering   |
| 127         | Dawit Yemane    | DNF         |
| 128         | Henok Mulubrhan | DNF         |
| 129         | Natnael Berhane | DNF         |

| New Zealand NZL | New Zealand NZL  | New Zealand NZL |
| --------------- | ---------------- | --------------- |
| Nr.             | Rytter           | Placering       |
| 130             | Corbin Strong    | DNF             |
| 131             | George Bennett   | DNF             |
| 132             | James Oram       | DNF             |
| 133             | Laurence Pithie  | DNF             |
| 134             | Ryan Christensen | 48.             |

| Kasakhstan KAZ | Kasakhstan KAZ   | Kasakhstan KAZ |
| -------------- | ---------------- | -------------- |
| Nr.            | Rytter           | Placering      |
| 135            | Aleksej Lutsenko | 49.            |
| 136            | Dmitrij Gruzdev  | DNF            |
| 137            | Gleb Brussenskij | DNF            |
| 138            | Igor Tjzhan      | DNF            |
| 139            | Jevgenij Fedorov | DNS            |

| Letland LAT | Letland LAT     | Letland LAT |
| ----------- | --------------- | ----------- |
| Nr.         | Rytter          | Placering   |
| 140         | Emīls Liepiņš   | 29.         |
| 141         | Krists Neilands | 23.         |
| 142         | Mārtiņš Pluto   | DNF         |
| 143         | Toms Skujiņš    | 8.          |

| Ecuador ECU | Ecuador ECU              | Ecuador ECU |
| ----------- | ------------------------ | ----------- |
| Nr.         | Rytter                   | Placering   |
| 144         | Jefferson Alveiro Cepeda | DNF         |
| 145         | Jhonatan Narváez         | DNF         |
| 146         | Jonathan Caicedo         | DNF         |

| Tjekkiet CZE | Tjekkiet CZE  | Tjekkiet CZE |
| ------------ | ------------- | ------------ |
| Nr.          | Rytter        | Placering    |
| 147          | Adam Ťoupalík | 42.          |
| 148          | Mathias Vacek | DNF          |
| 149          | Michael Boroš | 37.          |
| 150          | Petr Kelemen  | 24.          |

| Polen POL | Polen POL          | Polen POL |
| --------- | ------------------ | --------- |
| Nr.       | Rytter             | Placering |
| 151       | Michał Kwiatkowski | DNF       |

| Marokko MAR | Marokko MAR         | Marokko MAR |
| ----------- | ------------------- | ----------- |
| Nr.         | Rytter              | Placering   |
| 152         | Adil El Arbaoui     | DNF         |
| 153         | El Houcaine Sabbahi | DNF         |
| 154         | Mohcine El Kouraji  | DNF         |
| 155         | Omar El Gouzi       | DNF         |

| Ungarn HUN | Ungarn HUN  | Ungarn HUN |
| ---------- | ----------- | ---------- |
| Nr.        | Rytter      | Placering  |
| 156        | Márton Dina | DNF        |

| Sydafrika RSA | Sydafrika RSA     | Sydafrika RSA |
| ------------- | ----------------- | ------------- |
| Nr.           | Rytter            | Placering     |
| 157           | Callum Ormiston   | DNF           |
| 158           | Daryl Impey       | DNF           |
| 159           | Morne van Niekerk | DNF           |
| 160           | Ryan Gibbons      | DNF           |

| Algeriet ALG | Algeriet ALG    | Algeriet ALG |
| ------------ | --------------- | ------------ |
| Nr.          | Rytter          | Placering    |
| 161          | Yacine Hamza    |              |
| 162          | Youcef Reguigui |              |

| Slovakiet SVK | Slovakiet SVK | Slovakiet SVK |
| ------------- | ------------- | ------------- |
| Nr.           | Rytter        | Placering     |
| 163           | Matúš Štoček  | DNF           |
| 164           | Peter Sagan   | DNF           |

| Japan JPN | Japan JPN       | Japan JPN |
| --------- | --------------- | --------- |
| Nr.       | Rytter          | Placering |
| 165       | Yukiya Arashiro | DNF       |

| Luxembourg LUX | Luxembourg LUX | Luxembourg LUX |
| -------------- | -------------- | -------------- |
| Nr.            | Rytter         | Placering      |
| 166            | Alex Kirsch    | DNF            |
| 167            | Cédric Pries   | DNF            |
| 168            | Kevin Geniets  | DNF            |
| 169            | Tom Wirtgen    | DNF            |

| Mongoliet MGL | Mongoliet MGL         | Mongoliet MGL |
| ------------- | --------------------- | ------------- |
| Nr.           | Rytter                | Placering     |
| 170           | Jambaljamts Sainbayar | DNF           |

| Israel ISR | Israel ISR     | Israel ISR |
| ---------- | -------------- | ---------- |
| Nr.        | Rytter         | Placering  |
| 171        | Itamar Einhorn | DNF        |

| Argentina ARG | Argentina ARG | Argentina ARG |
| ------------- | ------------- | ------------- |
| Nr.           | Rytter        | Placering     |
| 172           | Germán Tivani | DNF           |

| Grækenland GRE | Grækenland GRE   | Grækenland GRE |
| -------------- | ---------------- | -------------- |
| Nr.            | Rytter           | Placering      |
| 173            | Geórgios Boúglas | DNF            |

| Ukraine UKR | Ukraine UKR     | Ukraine UKR |
| ----------- | --------------- | ----------- |
| Nr.         | Rytter          | Placering   |
| 174         | Anatolij Budjak | DNF         |

| Uruguay URU | Uruguay URU   | Uruguay URU |
| ----------- | ------------- | ----------- |
| Nr.         | Rytter        | Placering   |
| 175         | Eric Fagúndez | DNF         |

| Venezuela VEN | Venezuela VEN | Venezuela VEN |
| ------------- | ------------- | ------------- |
| Nr.           | Rytter        | Placering     |
| 176           | José Alarcón  | DNF           |

| Rwanda RWA | Rwanda RWA      | Rwanda RWA |
| ---------- | --------------- | ---------- |
| Nr.        | Rytter          | Placering  |
| 177        | Eric Manizabayo | DNF        |

| Costa Rica CRC | Costa Rica CRC | Costa Rica CRC |
| -------------- | -------------- | -------------- |
| Nr.            | Rytter         | Placering      |
| 178            | Jason Huertas  | DNF            |

| Kina CHN | Kina CHN | Kina CHN  |
| -------- | -------- | --------- |
| Nr.      | Rytter   | Placering |
| 179      | Su Haoyu | DNF       |

| Mauritius MRI | Mauritius MRI      | Mauritius MRI |
| ------------- | ------------------ | ------------- |
| Nr.           | Rytter             | Placering     |
| 180           | Christopher Lagane | DNF           |

| Sverige SWE | Sverige SWE    | Sverige SWE |
| ----------- | -------------- | ----------- |
| Nr.         | Rytter         | Placering   |
| 181         | Lucas Eriksson | DNF         |

| Chile CHI | Chile CHI   | Chile CHI |
| --------- | ----------- | --------- |
| Nr.       | Rytter      | Placering |
| 182       | Manuel Lira | DNF       |

| Brasilien BRA | Brasilien BRA   | Brasilien BRA |
| ------------- | --------------- | ------------- |
| Nr.           | Rytter          | Placering     |
| 183           | Nícolas Sessler | DNF           |

| Usbekistan UZB | Usbekistan UZB      | Usbekistan UZB |
| -------------- | ------------------- | -------------- |
| Nr.            | Rytter              | Placering      |
| 184            | Muradjan Halmuratov | DNF            |

| Cypern CYP | Cypern CYP        | Cypern CYP |
| ---------- | ----------------- | ---------- |
| Nr.        | Rytter            | Placering  |
| 185        | Andreas Miltiadis | DNF        |

| Britiske Jomfruøer IVB | Britiske Jomfruøer IVB | Britiske Jomfruøer IVB |
| ---------------------- | ---------------------- | ---------------------- |
| Nr.                    | Rytter                 | Placering              |
| 186                    | Darel Christopher Jr.  | DNF                    |

| Uganda UGA | Uganda UGA     | Uganda UGA |
| ---------- | -------------- | ---------- |
| Nr.        | Rytter         | Placering  |
| 187        | Charles Kagimu | DNF        |

| Saint Vincent og Grenadinerne VIN | Saint Vincent og Grenadinerne VIN | Saint Vincent og Grenadinerne VIN |
| --------------------------------- | --------------------------------- | --------------------------------- |
| Nr.                               | Rytter                            | Placering                         |
| 188                               | Cammie Adams                      | DNF                               |

| Monaco MON | Monaco MON         | Monaco MON |
| ---------- | ------------------ | ---------- |
| Nr.        | Rytter             | Placering  |
| 189        | Victor Langellotti | DNF        |

| Guyana GUY | Guyana GUY  | Guyana GUY |
| ---------- | ----------- | ---------- |
| Nr.        | Rytter      | Placering  |
| 190        | Briton John | DNF        |

| Malta MLT | Malta MLT       | Malta MLT |
| --------- | --------------- | --------- |
| Nr.       | Rytter          | Placering |
| 191       | Aidan Buttigieg | DNF       |

| Kap Verde CPV | Kap Verde CPV  | Kap Verde CPV |
| ------------- | -------------- | ------------- |
| Nr.           | Rytter         | Placering     |
| 192           | Eliezer Soares | DNF           |

| Anguilla AIA | Anguilla AIA  | Anguilla AIA |
| ------------ | ------------- | ------------ |
| Nr.          | Rytter        | Placering    |
| 193          | Hasani Hennis | DNF          |

| Vatikanstaten VAT | Vatikanstaten VAT | Vatikanstaten VAT |
| ----------------- | ----------------- | ----------------- |
| Nr.               | Rytter            | Placering         |
| 194               | Rien Schuurhuis   | DNF               |

| Panama PAN | Panama PAN     | Panama PAN |
| ---------- | -------------- | ---------- |
| Nr.        | Rytter         | Placering  |
| 195        | Carlos Samudio | DNF        |